# Apôtres Pierre et Paul (icône)
Les « Apôtres Pierre et Paul » (en russe : Апостолы Пётр и Павел) est une icône russe monumentale du milieu du XIe siècle qui est supposée être d'origine slave orientale. C'est la plus ancienne des icônes sur doska qui a été conservée. Elle représente des saints majestueux, aux vêtements grecs tombant en plis élégants, de couleurs vivement contrastées. L'icône provient de la Cathédrale Sainte-Sophie de Novgorod et est conservée aujourd'hui au Musée-réserve de Novgorod.

## Histoire
Selon la légende, cette icône a été ramenée de Chersonèse par le grand prince Vladimir II Monomaque, et a reçu le nom de « Chersonèsienne ». Selon l'académicien Victor Lazarev la dimension exceptionnellement grande de cette icône permet de penser qu'elle a été peinte à Veliki Novgorod pour décorer un pilier de la cathédrale Sainte-Sophie. Son auteur est un maître byzantin inconnu, provenant de Kiev ou de Novgorod même. Son style est inspiré de celui des fresques. Peu après avoir été réalisée elle a été recouverte d'un oklad en argent doré réalisé par divers artistes.
L'icône a quitté sa ville de Novgorod à trois reprises : au XVIe siècle, emportée par Ivan le Terrible, au XXe siècle (elle est restée à Moscou de 1561 à 1572), par les armées allemandes et en 2002, par les restaurateurs. Mais elle est toujours revenue dans sa ville.
Elle a été peinte sur une doska en bois de tilleul de cinq planches, renforcées dès l'origine par des chevilles de type chponkas. Au dos de l'icône sont conservées des traces de clous en bois, au XVIe siècle, la peinture de l'icône a été restaurée par des artisans russes et les chponkas ont été remplacées.

### Restauration
- En 1951 l'icône a été recouverte de cire et de mastic[3] ;
- Entre 2002 et 2008 l'icône a été débarrassée de son oklad, les erreurs de restauration précédentes ont été corrigées et la cire a été enlevée en la faisant fondre[3]. Des analyses des couches de peinture ont été effectuées[6]. L'oklad de l'icône, lors de son enlèvement, a vu se détacher 600 fragments. Ils ont été rassemblés, débarrassés de leur oxydation et de leur pellicule de sulfure pour redécouvrir la dorure originelle. Après restauration, il a été décidé de ne plus recouvrir l'icône de son oklad.

## Iconographie
Les apôtres sont représentés en pied. À leur côté, entre eux, apparaît Jésus-Christ qui bénit de ses deux mains. Les figures des personnages sont représentées tournées de trois quarts. L'apôtre Paul porte en main un rouleau des Écritures et l'apôtre Pierre : trois clefs, le bois de la crucifixion, et un parchemin.
La conservation de l'icône n'est pas bonne et seuls ont été conservés d'origine des fragments du fond, les vêtements, réalisés dans des combinaisons de bleu, blanc, rose pâle, et jaune d'or. Également un fragment d'ocre brun-vert sur le cou de l'apôtre Paul. La peinture originale des visages, des mains et de la plante des pieds des apôtres a complètement disparu. Sur les fragments de ces parties de l'icône ne subsistent plus de couches de couleur antérieure au XVe siècle. Toutefois les contours originaux des têtes des apôtres ont été conservés lors des restaurations de l'œuvre.
Cet état de conservation pose un problème quand il s'agit d'attribuer l'icône à un peintre. Cela pourrait être, selon Lazarev, un Grec invité à Novgorod, ou un artiste local. Sa grande taille laisse à penser qu'elle n'a pas été déplacée et qu'elle a été réalisée vraisemblablement à Novgorod. Mais Vera Traimond émet l'hypothèse qu'elle aurait pu, malgré tout, être envoyée de Kiev à Novgorod. Par ailleurs la Russie du Nord offrait en abondance aux peintres, le bois nécessaire à leurs travaux. Les peintres de Novgorod ne lésinaient donc pas sur la quantité de bois à utiliser pour assembler la doska.